# Y Drysorfa
Y Drysorfa est une publication méthodiste calviniste produite au Pays de Galles et écrite en langue galloise. Bien que publié par intermittence avant 1830, elle devient une publication régulière en 1831, lorsque le prédicateur John Parry en est nommé rédacteur. 

## Histoire
Y Drysorfa est publiée pour la première fois en 1819 sous forme de publication mensuelle. Cependant, elle cesse de paraître en 1823 pour être recréée en 1831 comme publication trimestrielle, et deux de ses premiers éditeurs sont Thomas Jones et Thomas Charles (en), des personnalités de premier plan dans le domaine religieux et éducatif du développement du Pays de Galles.
Y Drysorfa, sous la direction de John Parry, est devenu un périodique mensuel publié par l'Église méthodiste presbytérienne du pays de Galles, traitant à l'origine de la foi méthodiste, et présentant des chroniques telles que Hanesiaeth Cenhadol, une chronique régulière contenant des lettres de missionnaires du monde entier. Y Drysorfa devient un périodique qui publie également des poèmes et des œuvres littéraires de ministres, de prédicateurs et de son lectorat général, et est la première publication à publier en série les premiers travaux de Daniel Owen, y compris le roman Rhys Lewis.
Le 26 août 1843, Hugh Owen écrit dans la publication sa « Lettre au peuple gallois » concernant l'adoption des externats, qui aboutit à la nomination d'un agent de la British and Foreign School Society dans le nord du Pays de Galles.
La publication a duré plus de cent ans, pour finalement disparaître en 1968.